# 東北楽天ゴールデンイーグルス主催試合の地方球場一覧
ここでは、日本プロ野球パシフィック・リーグ所属の東北楽天ゴールデンイーグルスの主催した地方球場の一覧を示す。

## 一軍

### 保護地域（宮城県）
- 宮城球場（2023年からの呼称は「楽天モバイルパーク宮城」）（2005年 - 現在）
  - 2005年 - 2007年は「フルキャストスタジアム宮城」、2008年 - 2010年は「クリネックススタジアム宮城」、2011年 - 2013年は「日本製紙クリネックススタジアム宮城」、2014年 - 2016年は「楽天koboスタジアム宮城」、2017年は「Koboパーク宮城」、2018年は「楽天生命パーク宮城」

### 北海道
- なし

### 東北（宮城県を除く）

#### 青森県
- 弘前市運動公園野球場（はるか夢球場）（2017年 - 2019年、2022年、2024年 - ）

#### 岩手県
- 岩手県営野球場（2005年 - 2011年、2013年 - 2017年、2019年、2022年）

※2012年にも開催が予定されていたが、雨天のため中止（1回裏無死降雨ノーゲーム）。
- いわて盛岡ボールパーク（2023年、2025年）

※2024年にも開催が予定されていたが、雨天のため中止。

#### 秋田県
- 秋田県立野球場（こまちスタジアム）（2006年、2010年 - 2017年、2022年、2024年 - ）

※2009年にも開催が予定されていたが、雨天のため中止。2017年については当初予定されていたさきがけ八橋球場の安全面の問題から急きょ変更となった。詳細は後述。

#### 山形県
- 山形県野球場（現：ヤマリョースタジアムやまがた）（2005年、2013年 - 2017年）
- 山形市総合スポーツセンター野球場（2018年 - 2019年、2023年 - ）

#### 福島県
- 福島県営あづま球場（2005年 - 2009年、2024年）
- いわきグリーンスタジアム（2005年、2006年）
- 郡山総合運動場開成山野球場（現：ヨーク開成山スタジアム）（2010年、2012年 - 2019年、2025年）

※2011年にも開催が予定されていたが、東日本大震災の影響により中止。2014年はDeNA主催のビジターゲームでも使用。2017年・2018年にも開催が予定されていたが、雨天のため中止。

### 関東
- 東京ドーム（2010年 - 2019年、2023年 - ）

### 中部
- 公式戦はないが、静岡県草薙総合運動場硬式野球場および浜松球場にてオープン戦を開催したことがある。

### 近畿

#### 兵庫県
- 阪神甲子園球場（2011年 - 2012年）
- ほっともっとフィールド神戸（2011年）

※2011年の上記の2球場は、東日本大震災の影響で宮城球場での開催が一時的に出来なくなったことによる代替開催である（2012年は、前年の開催が好評だったことを受けての開催）。また、兵庫県立明石公園第一野球場（現：明石トーカロ球場）にてオープン戦を開催したことがある。

### 中国
- 公式戦はないが、倉敷マスカットスタジアムにてオープン戦を開催したことがある。

### 四国
- 公式戦はないが、香川県営野球場（現：レクザムスタジアム）にてオープン戦を開催したことがある。

### 九州・沖縄
- 公式戦はないが、長崎ビッグNスタジアムにてオープン戦を、久米島野球場、金武町ベースボールスタジアムにて練習試合を開催したことがある。

## 二軍
- 楽天イーグルス利府球場
- 楽天イーグルス泉練習場（2016年から試合での使用を開始する）
- 仙台市民球場（2007年に1試合開催）
- 山形県野球場
- 天童市スポーツセンター野球場
- その他東北地方各地で開催
  - ファームの試合では他のイースタン・リーグ6球団がいずれも関東を本拠地としており、移動にかかる負担軽減のため、相手チームの本拠地球場で主催試合を行う場合がある。

## 年度別主催試合
宮城球場以外での一軍の主催試合を記す。（　）内は対戦相手。
- 2005年
  - 4月5日 福島県営あづま球場（日本ハム）※試合中にスコアボード故障事故が発生。
  - 4月6日 いわきグリーンスタジアム（日本ハム）
  - 4月27日・28日 山形県野球場（オリックス）
  - 7月12日　岩手県営野球場（オリックス）

- 2006年
  - 4月21日 岩手県営野球場（西武）
  - 6月27日 いわきグリーンスタジアム（西武）
  - 6月28日 福島県営あづま球場（西武）
  - 8月8日・9日 こまちスタジアム（ロッテ）
  - 8月22日　岩手県営野球場（日本ハム）

- 2007年
  - 5月22日 岩手県営野球場（ヤクルト）
  - 7月3日　岩手県営野球場（ソフトバンク）
  - 8月14日 福島県営あづま球場（オリックス）

- 2008年
  - 5月13日 福島県営あづま球場（オリックス）
  - 7月1日 岩手県営野球場（ロッテ）

- 2009年
  - 7月7日 福島県営あづま球場（ロッテ）※2005年に続いてスコアボード故障事故が発生。
  - 7月28日 岩手県営野球場（西武）
    - 上記とは別に、7月29日にこまちスタジアムで西武戦が予定されていたが降雨のため中止となった。

- 2010年
  - 4月20日 東京ドーム（ロッテ）※東北以外で初の主催公式戦。
  - 4月21日 郡山総合運動場開成山野球場（ロッテ）
  - 8月24日 こまちスタジアム（日本ハム）
  - 8月25日 岩手県営野球場（日本ハム）

- 2011年　
  - 4月15日・16日・17日 阪神甲子園球場（オリックス）
  - 4月22日・23日・24日 ほっともっとフィールド神戸（日本ハム）
    - 上記6試合は、東日本大震災で損傷した宮城球場の修復工事に伴う代替開催。

  - 6月28日 東京ドーム（ソフトバンク）
  - 8月30日 こまちスタジアム（西武）
  - 8月31日 岩手県営野球場（西武）

- 2012年　
  - 4月10日 阪神甲子園球場（西武）
    - 翌11日も予定されていたが、降雨のため中止となった。

  - 6月22日 郡山総合運動場開成山野球場（ロッテ）
  - 8月1日 こまちスタジアム（ソフトバンク）
  - 9月19日 東京ドーム（ロッテ）
    - 上記とは別に、7月31日に岩手県営野球場でソフトバンク戦が予定されていたが、1回裏無死降雨ノーゲームとなった。

- 2013年
  - 6月21日 郡山総合運動場開成山野球場（ソフトバンク）
  - 7月9日 東京ドーム（日本ハム）
  - 7月30日 岩手県営野球場（西武）
  - 7月31日 こまちスタジアム（西武）※5回裏終了後雨天コールドとなった。
  - 8月20日 荘内銀行・日新製薬スタジアムやまがた（日本ハム）

- 2014年
  - 4月24日 東京ドーム（西武）
  - 5月17日 こまちスタジアム（西武）
  - 5月18日 岩手県営野球場（西武）
  - 7月29日 郡山総合運動場開成山野球場（ソフトバンク）
  - 7月30日 荘内銀行・日新製薬スタジアムやまがた（ソフトバンク）

- 2015年
  - 6月23日 郡山総合運動場開成山野球場（オリックス）
  - 6月24日 荘内銀行・日新製薬スタジアムやまがた（オリックス）
  - 7月3日 東京ドーム（日本ハム）
  - 7月28日 こまちスタジアム（ソフトバンク）
  - 7月29日 岩手県営野球場（ソフトバンク）

- 2016年
  - 4月19日 東京ドーム（オリックス）
  - 5月17日 こまちスタジアム（オリックス）
  - 5月18日 岩手県営野球場（オリックス）
  - 6月7日 郡山総合運動場開成山野球場（ヤクルト）
  - 7月5日 荘内銀行・日新製薬スタジアムやまがた（日本ハム）

- 2017年
  - 4月25日 東京ドーム（ロッテ）
  - 5月16日 こまちスタジアム（日本ハム）
    - 当初はさきがけ八橋球場でデーゲームとして予定されていたが、後述の理由で会場を変更した。

  - 5月17日 岩手県営野球場（日本ハム）
  - 6月6日 荘内銀行・日新製薬スタジアムやまがた（DeNA）
  - 6月28日 弘前市運動公園野球場（オリックス）
    - 上記とは別に、4月11日にヨーク開成山スタジアム（郡山総合運動場開成山野球場）で西武戦が予定されていたが降雨のため中止となった。

- 2018年
  - 5月24日 東京ドーム（オリックス）
  - 7月3日 弘前市運動公園野球場（ソフトバンク）
  - 7月10日 山形市総合スポーツセンター野球場（オリックス）
    - 上記とは別に、5月9日にヨーク開成山スタジアム（郡山総合運動場開成山野球場）でロッテ戦が予定されていたが降雨のため中止となった。

- 2019年
  - 5月16日 東京ドーム（日本ハム）
  - 5月28日 岩手県営野球場（西武）
  - 5月29日 弘前市運動公園野球場（西武）
  - 6月11日 郡山総合運動場開成山野球場（ヤクルト）
  - 7月8日 山形市総合スポーツセンター野球場（オリックス）

- 2022年
  - 6月21日 こまちスタジアム（日本ハム）
  - 6月22日 岩手県営野球場（日本ハム）
  - 7月5日 弘前市運動公園野球場（ソフトバンク）

- 2023年
  - 5月16日 いわて盛岡ボールパーク（ソフトバンク）
  - 5月17日 山形市総合スポーツセンター野球場（ソフトバンク）
  - 7月4日 東京ドーム（オリックス）

- 2024年
  - 5月8日 こまちスタジアム（オリックス戦）
  - 5月31日 福島県営あづま球場（ヤクルト戦）
  - 6月28日 山形市きらやかスタジアム（西武戦）
  - 7月2日 弘前市はるか夢球場（オリックス戦）
  - 7月3日予定→中止 きたぎんボールパーク（オリックス戦）

- 2025年
  - 5月20日 きたぎんボールパーク（西武戦）
  - 6月5日  ヨーク開成山スタジアム（郡山総合運動場開成山野球場）(DeNA戦）
  - 6月10日 山形市きらやかスタジアム（中日戦）
  - 8月26日 弘前市はるか夢球場（ソフトバンク戦）
  - 8月27日 こまちスタジアム（ソフトバンク戦）

## 傾向
- 楽天では地域密着の方針の下に、一・二軍とも東北地方全6県での主催試合の開催を目指している。二軍のイースタン・リーグ公式戦では、宮城県および山形県を中心に全県での開催実績がある。一軍公式戦の開催規格を満たした球場が存在しない青森県では青森県営野球場で1988年にヤクルトスワローズ対広島東洋カープ戦を開催したことを最後に、楽天の主催試合を含めて2016年まで県内の球場で一軍の公式戦を開催できない状況にあった。ただし、弘前市の弘前市運動公園野球場では2014年から上記の規格を満たす方向で改修工事を実施。2017年6月に完成することにより、弘前市では2016年から楽天に対して2017年シーズン以降の一軍公式戦の開催を要望[2]。上記の通り2017年6月28日の対オリックスバファローズ戦を開催した。
  - これで、2017年度は悲願の東北全6県開催が実現する運びとなった。しかし、郡山市での開催が雨天中止となり、同市での代替開催が行われなかったため、同年の東北全6県開催は幻となった。その後は2023年まで後述の理由などから同一年度での東北全6県開催はできずにいた。
  - 2024年はチーム結成とパ・リーグ加盟20年目となるのを記念して、交流戦1を含む5試合での東北6県巡回開催される予定で、秋田、福島、山形、弘前は開催されたが、最後の7月3日の盛岡でのオリックス戦が雨天中止となり、この振り替えが10月6日に楽天モバイルパークで行われたため、この年も「同一年度全6県制覇」はならなかった。
  - 2025年も、上記の通り東北6県での主管試合開催が予定されており、梅雨時期の開催を極力避ける日程を設定している[3]
  - 秋田での開催については
    - 2009年は秋田で3年ぶりの開催となる埼玉西武ライオンズ戦が行われる予定だったが、雨天中止になった。この試合は予備日が設定されていなかったことと後日の振り替え開催は宮城球場で予定されていたため、秋田での開催は幻となった。
    - 2017年は当初施設の老朽化やアクセス面の問題などからこまちスタジアムではなく、球団として初めてさきがけ八橋球場でデーゲームとして行うことが決まっていた。しかし、八橋運動公園が山王大通りに面した市街地にあり、安全対策のため設置する予定だった防球ネットとそれを支えるクレーン車の配置に問題があるとしてさきがけ八橋球場での開催を返上。こまちスタジアムでのナイターに変更された。
    - 2018・2019年度は秋田での開催が当初から組まれなかった（秋田以外の5県では開催あり）。
- 2020年度は東京オリンピックによる長期中断の影響もあり、宮城県以外では秋田・青森の2県のみでの開催にとどまる予定であったが、後に新型コロナウイルス感染拡大の影響でオリンピックの開催が1年近く延期となり、更にプロ野球公式戦を開催する際に観戦者の検温チェックや入場制限などの対策が必要となり、その為の準備期間が不足するため、秋田・弘前での地方開催を見送り、楽天生命パーク宮城での開催に振り替えられることになった。同様の理由により2021年度もシーズン開始当初は、楽天生命パーク宮城のみで主催し、県外では開催されなかった。
- 2022年度は上記の通り3試合が北東北（日本ハム戦2連戦と、ソフトバンク戦1試合=1日の移動日を挟んで宮城で開催する変則2連戦）で開催され、特に岩手県営球場においては、2023年に盛岡南公園に竣工予定の新球場完成の関係もありプロ野球のラストゲーム[4]となった。
- 2011年は3月11日に発生した東日本大震災の影響で宮城球場が損壊し一時的に使用不能になった他、公式戦の開幕も4月12日に延期となり、4月29日までの主催試合を関西で行った[5]。もともと、球団オーナーの三木谷浩史が兵庫県出身でオープン戦を年1試合程度兵庫県で開催していたこともありおおむね好評で、翌2012年も阪神甲子園球場での主催試合が行われている。また、5月10日は郡山開成山球場で対日本ハム戦が予定されていたが、震災による被害状況を鑑みを宮城球場に変更し、郡山での代替試合は組まれなかった。
- 一方でオープン戦は気候の問題上、平年東北地方で開催することができず（特に新規参入した2005年は全ての試合がビジター開催だった）、比較的温暖な西日本地域を中心に開催しているが、2009年は2009 ワールド・ベースボール・クラシック開催の関係で開幕戦が4月3日だったこともあり、宮城球場で2試合だけながら開催された。
  - 平年は、沖縄県では収容人員の関係で久米島球場・金武ベースボールスタジアムなどでの連盟主催のオープン戦では不可だが、球団が任意で日程・カードを決めて行う練習試合は開催されている。オープン戦という点では、上記の明石以外では、星野仙一が監督だったころから数年間は倉敷マスカットスタジアムで、さらに2010年代後半以後は静岡・草薙球場で、それぞれ1週間程度集中的に主管開催を行っている。

## 観客動員数について
人数はすべて主催者発表。
本拠地の宮城球場が12球団で最少の収容人員であることから、宮城球場以外の開催ではそれより多い観客数で行われることがある。なお、宮城球場での最多動員は2009年10月17日、クライマックスシリーズ第1ステージ対ソフトバンク戦での21388人。
2010年4月に初めて東京ドームで行われた楽天主催試合となる対ロッテ戦では40421人、翌年の6月28日の東京ドームでの試合は前年を上回る41084人を集めた。また、同年4月に行われた阪神甲子園球場での試合は26569人を集めている。

## 脚註
1. ↑  地震が発生した2011年3月11日の当日、ロッテとの試合中に東日本大震災が発生。地震による球場への被害はなかったが選手の家族や関係者の安否確認のため、試合は8回コールドとして打ち切った。
2. ↑  楽天、東北6県制覇へ　弘前開催求め市長が要望書（『日刊スポーツ』2016年6月3日付記事）
3. ↑  2025シーズン パーソル パ・リーグ公式戦 試合日程発表!東北6県開催が決定!
4. ↑  県営球場、あす最後のプロ野球　楽天、日本ハムと対戦（岩手日報）
5. ↑  上記の他に、同じく震災の影響で埼玉西武ライオンズが滋賀県の皇子山球場での主催試合（対楽天戦）を行っているので、この月は15試合中8試合が関西での試合となった（ただし1試合が降雨ノーゲームとなったため、実質7試合）。